# Кьензянг

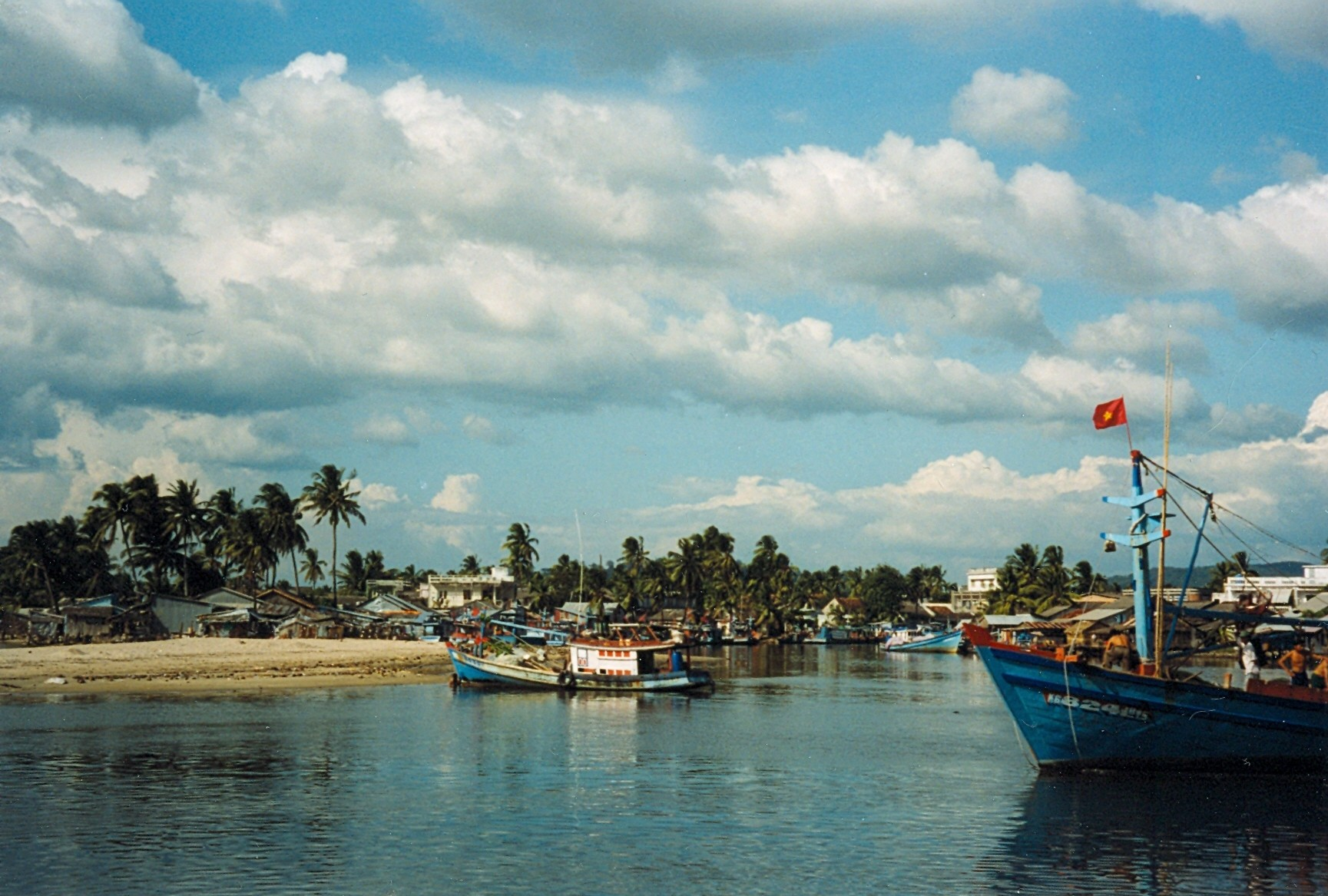
В порту Зыонгдонга (Фукуок)

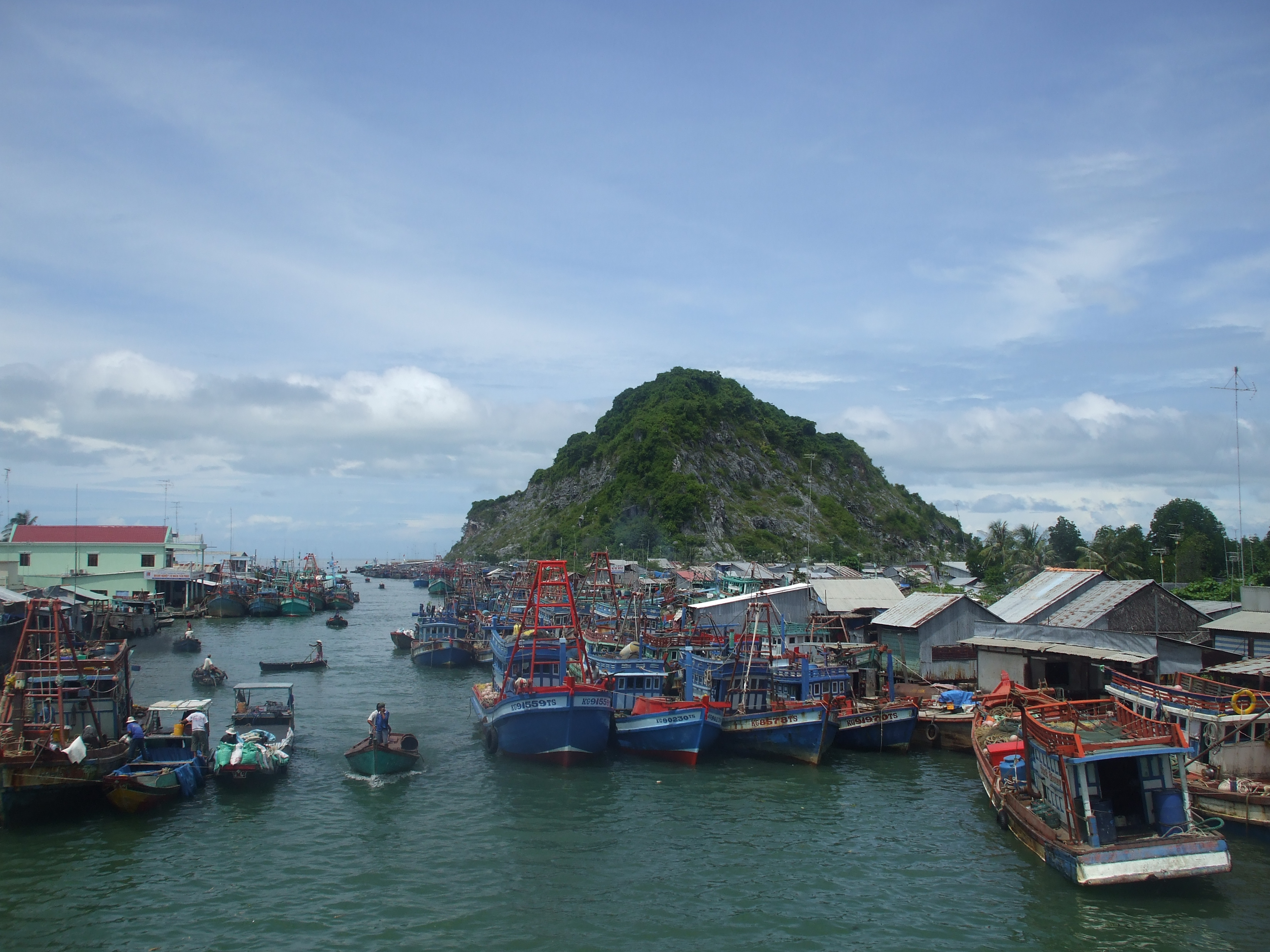
Рыбацкие лодки в Хатьене

Кьензя́нг (вьет. Kiên Giang, тьы-ном 堅江) — провинция в южном Вьетнаме. Расположена в дельте Меконга, на побережье Сиамского залива. На севере граничит с Камбоджей, на востоке — с провинциями Кантхо, Хаузянг и Анзянг.

## География
Кьензянг — единственная провинция, целиком лежащая на Сиамском заливе. Административный центр провинции — город Ратьзя (Rạch Giá) — находится в 1969 км от Ханоя и в 250 км от Хошимина.
Климат субэкваториальный муссонный. Влажный сезон длится с апреля по ноябрь, сухой с декабря по апрель. Среднегодовая температура 27 °C. Годовые колебания температуры незначительны. В состав провинции входят 145 малых и средних островов, в том числе, остров Фукуок. Большинство островов необитаемы.
Два национальных парка: Уминьтхыонг (U Minh Thượng) в одноимённом уезде, и Фукуок (Phú Quốc), на одноимённом острове Фукуок.

## Административное деление
Кьензянг подразделяется на:
- город провинциального подчинения Ратьзя (Rạch Giá),
- город Хатьен (Hà Tiên)
- город Фукуок (Phú Quốc)

и 12 уездов:
- Анбьен (An Biên)
- Анминь (An Minh)
- Тяутхань (Châu Thành)
- Зянгтхань (Giang Thành)
- Зёнгрьенг (Giồng Riềng)
- Гокуао (Gò Quao)
- Хондат (Hòn Đất)
- Киенхай (Kiên Hải)
- Киенлыонг (Kiên Lương)
- Танхьеп (Tân Hiệp)
- Виньтхуан (Vĩnh Thuận)
- Уминьтхыонг (U Minh Thượng), в 2007 году выделен из района Анминь.

Всего провинция насчитывает 12 городов и 117 общин.

## Экономика
Провинция имеет потенциал стать экономическим центром в дельте Меконга, а также имеет большой потенциал развития туризма как место пляжного отдыха.
В провинция три аэропорта: в Ратьзя, на острове Фукуок и в Хатьене.
Развито речное сообщение. Пограничный переход с камбоджийской провинцией Кампот — Сасиа (Xà Xía).